# Aggressive Inline

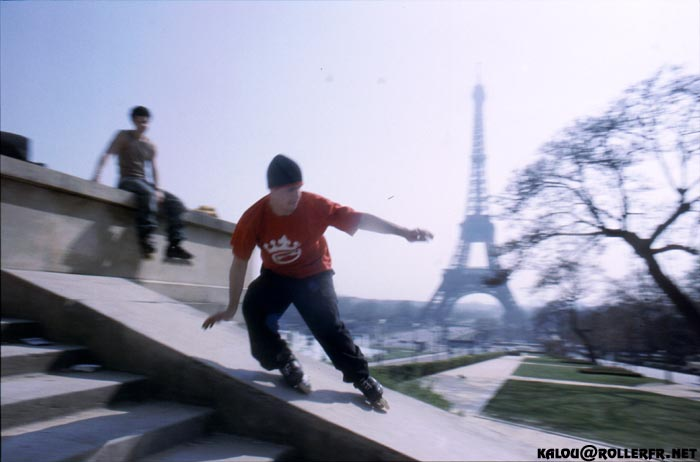
Patinadores na França (Categoria street)

'Patins Street, também conhecido como Patins In-line, é um esporte radical praticado com patins em linha, em locais apropriados, como half pipe, parques, e ruas.

## Histórico
Mesmo que a patinação pareça ser um desporto moderno e futurista, os primeiros patins datam do início do século XVIII. E os patins de gelo são mais velhos ainda. Dessa forma não se enganem, pois o patins - em inglês skate - surgiu muito antes do skateboard, sendo assim chamado pelos leigos de skate.
Já neste século, surgiram nos Estados Unidos os patins tradicionais, aqueles com duas rodas atrás e duas na frente (também chamado de quad). Foram criados com freios na frente para patinação artística com intuito de proporcionar melhor impulso em saltos. Na década de 1970, reapareceram os patins in-line (os primeiros são do século XlX). O retorno dos patins in-line promoveu o surgimento da patinação agressiva, subdividida nas modalidades street e vertical. Esses patins só foram chegar ao Brasil na década de 1990. Hoje é um desporto bem difundido e praticado em todo País, sendo considerado desporto Olímpico graças ao 'X-GAMES" nossa olimpíada de desportos radicais.
Em 1991 na cidade de Belo Horizonte (MG), surgiu a primeira equipa de patinadores da modalidade Patins Street, no shopping Del Rey. Naquela época foi montada uma pista de patinação e a Fly Roller assim intitulada, a equipa composta por Alexandre Aguiar de Freitas (Alex), Welington Tadeu da Silva (Ton), Carlos Felipe Branco (Boca), Rafael Costa Paiva (vulgo Rafinha, primeiro patinador brasileiro a efetuar a manobra "McTwist" atualmente mora em Teófilo Otoni (MG) foi considerado o patinador mais radical da equipa Fly Roller, foi campeão brasileiro e mineiro), Adamas Nelson (Adamoso), Juney, Dái e Antero Torres. Estes precursores deram início ao cenário da patinação street no Brasil. Como Pioneiros da Patinação radical em linha, com entrevista à MTV e patrocínio da rádio 98 FM em BH, marcaram época com viagens por todo o Brasil com apresentações em rampas e o famoso Half Pipe de fibra, propriedade da empresa Perene Ltda, a primeira empresa brasileira a patrocinar o desporto em território nacional.

## A ascensão do esporte
O patins street deu seu primeiro grande passo na produção de um filme de longa duração: Dare to Air, um filme feito para pessoas que estavam iniciando neste esporte. Dare to Air foi feito com um orçamento baixo, uma produção praticamente caseira, mas que conseguiu passar a ideia de que como seria este esporte, mostrando todas as habilidades de manobras com grau de dificuldades bastante elevados para a época.
Também mostrou bastante a cidade e os locais de manobras, os terrenos onde praticantes executavam suas manobras. Dare to Air foi o primeiro grande passo de divulgação, iniciando a partir dele uma evolução deste esporte radical que nunca mais parou de crescer.
Em complemento a o filme anterior, The Hoax foi o primeiro vídeo de manobras realmente agressivas que até virou uma espécie de bíblia para os praticantes do aggressive inline. Arlo Eisenberg fez o maior empenho para que Craig Caryl fizesse este filme. Arlo revelou em entrevista que "se não fosse pelos vídeos, o aggressive Inline não teria a força que tem nos dias de hoje".
Na atualidade, os patinadores concluem manobras em corrimões gigantes, altos e de preferência com um "precipício ao lado" e pulando de altura de mais de 3 metros, como casas, de 1° e 2° andares de blocos de apartamentos.

## Chris Edwards
"Numa época em que os jovens praticavam skate e bike,"Comecei a andar de Patins Inline", disse Chris Edwards, que pratica o desporto desde 1989, quando passou a pular rampas, plataformas, escadas e passou a executar manobras (ditas insanas pelos praticantes deste desporto) como frontsides em canos.
A empresa RollerBlade vendo o potencial deste atleta amador contratou-o por julgá-lo o patinador de street mais agressivo da época, tornando-o a partir de então conhecido no mundo inteiro. No ano de 1990 Chris ajudou a RollerBlade a criar outros modelos de patins como o Tarmac-CE, uns dos modelos que tiveram grande aceitação pelos praticantes do esporte.

## X Games
Em 1995 os X Games, hoje um evento mundialmente conhecido, era bem underground, sem muito apoio, sendo conhecido apenas no meio dos esportes envolvidos. Entretanto em 1995 eles adicionaram o Patins Street no evento, e o sucesso foi estrondoso. Naquele ano tivemos a modalidade "Park", com rampas coloridas e corrimões retos e de descidas, onde os atletas mostraram o poder do Patins Street combinado com sua radicalidade.
Nesta época, foram presenciadas manobras de 'grinds' como Soul, Miszow, Back-slide, Alley-oop Back-slide, Front-side que ná época eram chamados de "Rock-slide", fast-slide e alley-oop Miszow.
Aéreos eram o forte da época, Mute-grab era um dos mais executados assim como os Back-flips(mortal p/ trás) e Front-flip(mortal p/ frente), além de giroros, que na modalidade "Park", atletas vindo de costas já executavam 720º com perfeição e mortais no Half-pipe
ultrapassavam os limites de qualquer esporte que também utilizava o obstáculo.
Após as gravações do pessoal dos X Games terem registrado essas manobras de alto nível num esporte tão novo, o Patins Street chega às telas americanas e a partir daí se iniciaram as discussões de espanto de como um esporte novo estava se propagando de maneira tão rápida e assombrosa por todo o país.
A "National Sporting Goods Association Statistics", realizou uma pesquisa e constatou que 24 milhões de americanos prativam Patins Street (Rollerblading), 4.5 milhões de americanos praticavam Skateboard e 3.8 milhões de pessoas praticavam Snowboard.
Entre 1999 e 2000 o francês "Taig Chris" Inovou acertando o Double Back-Flip, ou seja, dois mortais para trás num salto só em Half-Pipe. Nisso as rotações já passavam de 900º e aí veio o Australiano "Shane Youst" e acertou o primeiro 1260º(3 giros e meio na base). O que novamente provou que o Patins Street é um esporte quase que sem limites e sempre pioneiro no grau de dificuldade das manobras.
Nessa época uma atleta brasileira, Fabiola da Silva, vinha conquistando muitas medalhas de X Games, tanto que sua evolução foi tão rápida que os organizadores tiveram a ideia de colocá-la para correr junto com os atletas masculinos (tanto que em 2004 ela fez história conquistando a medalha de prata contra os homens).

## Brasil
No ano de 1992 e 1993 o Tarmac-CE chegou ao Brasil. A maioria dos praticantes de esportes radicais nem sabia que aquele bizarro patins de cadarço e velcro tinha sido feito por feras americanas, feras que desafiavam todos os obstáculos naturais do street.
Em 1994 o patins Tarmac-CE ganhou fama no Brasil, a tal ponto dos patinadores de street ocuparem lugar de destaque em veículos de comunicação do Brasil. Este fato gerou congestionamento nas ruas.
Nesse ano também foi gravado o filme Manobra Super Radical, no qual Chris Edwards mostrou tudo que sabia e mais um pouco, o street (vertical também). Realizaram um pequeno campeonato, que entrou para os canais da história do esporte como Niss, embora executando apenas manobras como souls e fronts (e em outras vezes alguns mizus).
Um pequeno garoto de Las Vegas se destacou e ganhou o troféu de novato do ano. O gajo se chamava Matt "stale Japan" Mantz.
Ainda em 1994 viria a causar muitos encontros de patinadores de bairros mesmo, que construíam suas rampas com pedações de caixotes, tábuas de construções velhas ou de terrenos baldios e placa de trânsito para se divertirem.
Como o Patins Street era uma coisa nova, todos se arriscavam a fazer coisas retardadas, aéreos eram as primeiras e manobras mais usadas por essa galera. Quem conseguisse tocar nos fios de energia das ruas era considerado um mito praticamente. Uma das coisas mais legais era que a galera era muito unida e diversificada. Muitas meninas patinavam também juntos dos caras e muitas também se jogavam nas rampas. O que veio a causar muitas fraturas na galera. Outro fato em comum, era a famosa "rabeira", esse era outro ato muito cometido pela galera que pegava carona em ônibus, caminhões, Kombis, motos. Que na grande maioria das vezes eram sem autorização dos motoristas o que aumentava adrenalina para os patinadores que se arriscavam. Porém onde tem muita adrenalina, ocorre muitos acidentes e fatalidades foram inevitáveis.

## Nasce aRoces
O patins já era tido como uma moda cultuada pela tribo dos streets. Muitos desses patinadores do Brasil começaram nesta época comprando patins que pareciam dinossauros de tão pré-históricos, com presilhas e horríveis e gigantes rodinhas que escorregavam até mesmo no asfalto. Entretanto, o patins street foi se firmando à medida que a marca Roces crescia, atualmente a roces deixou de investir no street e tem somente o modelo Majestic 12.

## Campeonatos
O ano de 1996 marcou uma época de muitas decisões e descobertas. Campeonatos de inline passaram a ser feitos em todo o globo terrestre como, ASA, Niss, Extreme Games, Imyta e muitos outros. Um grande destaque deve ser dado aos australianos, que captaram a essência e a aura deste esporte e estavam obtendo grande destaque em diversos tipos de manobras.
A quantidade de patinadores de street estava se afunilando e os que restavam estavam começando a radicalizar muito e também estavam deixando de lado as proteções pois estavam vendo que sem elas a evolução era muito melhor. T.J (que já fez o conhecido Niss de 1995 com suas bizarras manobras) firmou-se como um dos esportistas mais completos do patins street internacional e cada vez estava ficando mais equiparado aos melhores do mundo.

## Declínio
Os praticantes de patins street que seguem cultuando este desporto são aqueles que incorporaram em si a alma deste desporto radical e executam manobras insanas. São atletas amadores que sofrem inúmeros preconceitos da sociedade, como qualquer desporto de estereótipo jovem que tem características de desafio de limites extremos, sendo também rejeitados por skatistas por terem incorporado os mesmos locais para a prática do desporto.
O patins street sofreu um declínio no Brasil desde a sua explosão no ano de 1996 devido à junção de alguns fatores:
- falta de equipamentos de qualidade à venda no mercado nacional;
- o preço elevado dos equipamentos;
- a falta de locais apropriados para a prática do esporte que é melhor praticado em rampas maiores e com ângulos específicos para a execução das manobras aéreas do que das pistas de skate comumente existentes;
- acima de tudo os empreendedores envolvidos não conseguiram amadurecer um modelo de negócios sustentável, não persistiram em fazer marcas e eventos influentes que inspirassem os praticantes a resistirem no esporte e atraísse novos praticantes. O esporte faliu, só os verdadeiros amantes do esporte continuam até hoje.

## Categorias

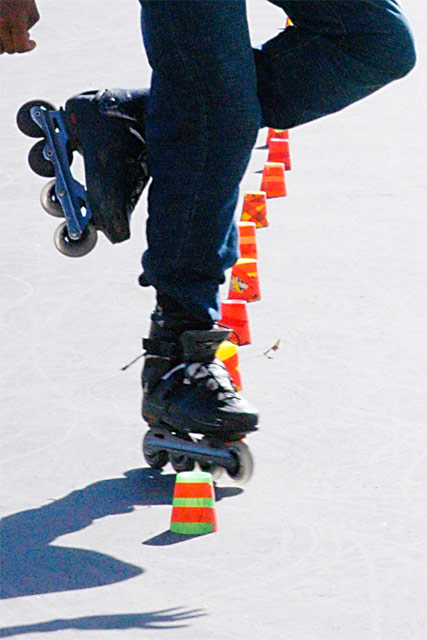
Prática do slalom

- 1- High Jump, Consiste "Pure High Jump" que é Salto em altura de Patins, e ainda "Best Trick" - melhor manobra.
- 2- Street, são gaps, giros e grinds executados em obstáculos do cenário urbano como rampas, cantoneiras, corrimões, telhados e escadarias.
- 3- Vert, são as mesmas manobras executadas do street, em Halfpipe (rampa em forma de "U");
- 4- Park; esta modalidade é praticada em pistas especializadas, que possuem obstáculos como mini-ramps, quartes-pipe, funbox, box, corrimãos, rampas de 45 graus, muro para Wall-rides, Canyon, jump-launchers e qualquer outro obstáculos que possam ser utilizados. Tudo isso dentro de um espaço reservado. Existem "Parks" ou "Skateparks" privados e públicos. Um dos melhores "Parks" existentes hoje é o "Woodward Camp" que é a empresa responsável pela construção da maioria das pistas para o campeonato mundial X-Games. Esses "Skatepark's" tem seus obstáculos na maioria das vezes feitos em madeira do tipo "MDF" na camada superior em "Skatepark's" indoor e madeira naval quando o "skatepark" fica a céu aberto. Também é comum encontrar muitos "Skatepark's" de concreto com a superfície em "Cimento queimado" o que o torna mais liso e mais aderente para as rodinhas adequadas para manobras.

## Remanescentes do street
O Patins Street, passou por épocas difíceis no Brasil, onde era difícil encontrar espaços próprios para patinar, equipamentos de qualidade e principalmente apoio/patrocínio, que é o incentivo máximo que pode-se dar a um atleta.
Porém desde 1996, alguns atletas da modalidade street continuaram a patinar, mesmo com todos os reveses. Esses atletas eram principalmente do Rio de Janeiro e São Paulo.
Alguns anos se passaram até que alguns atletas do Rio de Janeiro criaram uma página chamada "CPI-MAG", que hoje é o principal canal de contato com os patinadores de street do Brasil. Além da Cpi (sul-sudeste) temos a Bizine que atua no Brasil, principalmente  no Norte-Nordeste é dirigida também por atletas que organizam o intercambio do esporte no Brasil.
Nessa época abria também uma loja que vendia patins de street de qualidade média, a preços acessíveis. A Traxart, que recentemente lançou seu novo modelo de street: txt ice daciel monster (nova versão do ice).
De três anos para cá, o patins street retomou sua força. Temos mais de 2000 atletas(estimativa, já que não existe atualmente uma federação ou associação) espalhados pelo Brasil, divididos nas categorias Profissional, Amador, Iniciante e Feminino.
Atualmente três empresas estão trazendo os melhores patins do mundo, bem como peças, acessórios, vídeos, roupas, calçados e etc, facilitando as formas de pagamento, que são todas realizadas na moeda corrente no Brasil. São elas Profect, Powerslide Brasil, Brasil Inline, Lifestreetwear e a lhamastore, todas no estado de São Paulo e Subline no nordeste.
Essas  empresas, deram um "boost" no mercado. Hoje existem mais de 20 campeonatos por ano, com premiação, patrocinadores, e atletas patrocinados.
Recentemente em 2007, o profissional de Educação física, graduado na Universidade estadual do ceará, Allan Charles Fechine Da Silva, realizou o primeiro[carece de fontes?] trabalho científico (Monografia: Incidência de lesões articulares no desporta da Patinação Radial Cearense) sobre a Patinação radical concluindo que os punhos são os locais mais afetados, de forma comprovada cientificamente. E que o Capacete deve ser utilizado para execução de manobras em qualquer uma das modalidades da Patinação.
O ano de 2008 marca a consolidação da F.C.P (federação cearense de patinação) com campeonatos e circuitos registrados de acordo com as leis devidas e fundadas. No Norte a  AAGIL (associação localizada em Belem do Pará) também consolida e começar a se organizar para futuramente virar Federação. Ainda em 2008 temos o CILS (circuito inline street), organizado por patinadores do Estado de São Paulo (Fabio 'Mad' Fontoura, Wagner Cieninga, Vinicius Yosimoto e Edson Vargas) e promovido pela CPImag. O CILS também tem objetivo de fundar uma outra federação no sul. Sendo assim, trabalhando em conjunto e com ajuda da internet a Patinação de Street está formando uma base solida para despontar brevemente de forma oficial e organizada.
Em 2012 Thiago "Costela" Felix Cirino, criou o circuito NISS (Nordeste Inline Street Series) que contou com 6 etapas em 6 Estados diferentes, a partir deste ano foram contabilizados mais de 24 etapas até 2015, neste ano foi incluído também o Estado de Belém-PA, tornado assim o circuito Norte-Nordeste.

## O Esporte nos dias atuais
Hoje é praticado por jovens de classe média alta basicamente em pistas destinadas para estes fins. Pelo fato de ser um esporte pouco praticado, este torna-se caro, onde um patins (patins de street) custa em média R$650,00 à R$1400,00 o que impossibilita a muitos a sua aquisição, e manutenção que deve ser periódica.
Há adolescentes que procuram aumentar a influência dessa cultura, tornando-o mais acessível e conhecido. Só poderemos saber o resultado do esforço desses grupos no futuro (próximo).
[carece de fontes?]